# Lamponia
Lamponia là một chi bướm ngày thuộc họ Bướm nâu.